# Trofeo TIM
Il Trofeo TIM è stato un triangolare calcistico amichevole, organizzato dal 2001 al 2016. Lo sponsor dell'evento era l'omonima compagnia telefonica.

## Storia
Nelle prime dodici edizioni hanno partecipato stabilmente al torneo le tre "grandi" del calcio italiano: Inter, Juventus e Milan. Dal 2013 il Sassuolo ha preso il posto dei nerazzurri, che sono poi tornati nel 2015 al posto della Juventus: in questa edizione, è avvenuto inoltre l'esordio della tecnologia di porta. Nel 2016 con Sassuolo e Milan ha partecipato per la prima volta una squadra non italiana, il Celta Vigo: inoltre, è la prima edizione a cui non hanno preso parte né Inter né Juventus. L'edizione 2017 è stata annullata a causa degli impegni del Milan, inizialmente invitato a partecipare, nel turno preliminare dell'Europa League. Non si è disputata neanche l'edizione 2018, in particolare a causa dei concomitanti lavori di manutenzione allo stadio di proprietà del Sassuolo. In seguito la competizione, già scemata gradualmente in termini di interesse mediatico, è stata definitivamente soppressa.

## Formula
Si tratta di un triangolare con girone all'italiana, le cui partite – rispetto ai 90' di quelle ufficiali – hanno però la durata di 45' (regolamentare). Se allo scadere il risultato è in parità, si ricorre ai tiri di rigore. Il calendario è il seguente:
- Incontro 1: prima squadra – seconda squadra
- Incontro 2: terza squadra – perdente incontro 1
- Incontro 3: terza squadra – vincente incontro 1

Per assegnare i punti, si seguono questi criteri:
- Vittoria nel tempo regolamentare: 3 punti
- Vittoria ai rigori: 2
- Sconfitta ai rigori: 1
- Sconfitta nel tempo regolamentare: 0

Se due squadre ottengono lo stesso punteggio, fa fede il risultato dello scontro diretto. Se invece tutte le partecipanti riportano gli stessi punti, si considerano la differenza reti e il maggior numero di gol segnati (tenendo conto esclusivamente dei tempi regolamentari di gioco): in caso di ulteriore parità, vince la formazione i cui giocatori risultano avere l'età media più bassa.
Non ci sono limiti alle sostituzioni. 

## Sede
La sede dell'evento è variata più volte nel corso degli anni. In otto occasioni si è giocato in casa di una delle tre partecipanti: quattro volte al Città del Tricolore di Reggio nell'Emilia (impianto che ospita le sfide interne del Sassuolo da quando milita in Serie A), tre volte al Meazza di Milano (campo comune di Milan ed Inter) ed una volta all'Olimpico di Torino (che all'epoca ospitava le gare casalinghe anche della Juventus). Nelle rimanenti occasioni il triangolare ha avuto luogo in campo neutro.
- Mapei Stadium di Reggio nell'Emilia: 4 edizioni (2013, 2014, 2015, 2016).
- Stadio Nereo Rocco di Trieste: 3 edizioni (2001, 2002, 2005).
- Stadio Giuseppe Meazza di Milano: 3 edizioni (2004, 2006, 2007).
- Stadio San Nicola di Bari: 3 edizioni (2010, 2011, 2012).
- Stadio Del Conero di Ancona: 1 edizione (2003).
- Stadio Olimpico di Torino: 1 edizione (2008).
- Stadio Adriatico di Pescara: 1 edizione (2009).

## Edizioni

### 2001
- Città: Trieste
- Stadio: Stadio Nereo Rocco
- Partecipanti:  Inter,  Juventus,  Milan
- Vincitore:  Milan

| Squadra  | P.ti | V | P | VR | PR | GF | GS | DR |
| -------- | ---- | - | - | -- | -- | -- | -- | -- |
| Milan    | 5    | 1 | 0 | 1  | 0  | 1  | 0  | +1 |
| Juventus | 2    | 0 | 1 | 1  | 0  | 0  | 1  | −1 |
| Inter    | 2    | 0 | 0 | 0  | 2  | 0  | 0  | 0  |

| Arbitro: | Saccani |

|                                |                      |                                               |
| Vieri Seedorf Kallon Materazzi | Tiri di rigore 3 – 5 | Ševčenko Rui Costa Serginho Contra F. Inzaghi |

| Arbitro: | Cassarà |

|                                |                      |                                                  |
| Vieri Emre Cauet Greško Dalmat | Tiri di rigore 2 – 3 | Del Piero Pessotto Maresca Trezeguet Tacchinardi |

| Arbitro: | Bertini |

|             |           |  |
| Kaladze 31’ | Marcatori |  |

### 2002
- Città: Trieste
- Stadio: Stadio Nereo Rocco
- Partecipanti:  Inter,  Juventus,  Milan
- Vincitore:  Inter

| Squadra  | P.ti | V | P | VR | PR | GF | GS | DR |
| -------- | ---- | - | - | -- | -- | -- | -- | -- |
| Inter    | 4    | 1 | 0 | 0  | 1  | 2  | 0  | +2 |
| Milan    | 3    | 1 | 1 | 0  | 0  | 1  | 2  | −1 |
| Juventus | 2    | 0 | 1 | 1  | 0  | 0  | 1  | −1 |

| Arbitro: | Trefoloni |

|                                       |                      |                                 |
| Del Piero Camoranesi Fresi Birindelli | Tiri di rigore 4 – 2 | Kallon Córdoba Dalmat Conceição |

| Arbitro: | Bertini |

|                       |           |  |
| Vieri 18’ (rig.), 32’ | Marcatori |  |

| Arbitro: | Saccani |

|              |           |  |
| Ševčenko 17’ | Marcatori |  |

### 2003
- Città: Ancona
- Stadio: Stadio Del Conero
- Partecipanti:  Inter,  Juventus,  Milan
- Vincitore:  Inter

| Squadra  | P.ti | V | P | VR | PR | GF | GS | DR |
| -------- | ---- | - | - | -- | -- | -- | -- | -- |
| Inter    | 6    | 2 | 0 | 0  | 0  | 2  | 0  | +2 |
| Juventus | 3    | 1 | 1 | 0  | 0  | 1  | 1  | 0  |
| Milan    | 0    | 0 | 2 | 0  | 0  | 0  | 2  | −2 |

| Arbitro: | Nucini |

|            |           |  |
| Appiah 30’ | Marcatori |  |

| Arbitro: | Dondarini |

|           |           |  |
| Kallon 5’ | Marcatori |  |

| Arbitro: | Morganti |

|           |           |  |
| Crespo 3’ | Marcatori |  |

### 2004
- Città: Milano
- Stadio: Stadio Giuseppe Meazza
- Partecipanti:  Inter,  Juventus,  Milan
- Vincitore:  Inter

| Squadra  | P.ti | V | P | VR | PR | GF | GS | DR |
| -------- | ---- | - | - | -- | -- | -- | -- | -- |
| Inter    | 5    | 1 | 0 | 1  | 0  | 1  | 0  | +1 |
| Milan    | 4    | 1 | 0 | 0  | 1  | 2  | 0  | +2 |
| Juventus | 0    | 0 | 2 | 0  | 0  | 0  | 3  | −3 |

| Arbitro: | Bertini |

|             |           |  |
| Martins 36’ | Marcatori |  |

| Arbitro: | Dondarini |

|                        |           |  |
| Pozzi 5’ Ambrosini 10’ | Marcatori |  |

| Arbitro: | Rizzoli |

|                                             |                      |                                          |
| Germinale Semenzato Fautario Momentè Laribi | Tiri di rigore 5 – 4 | Crespo Pirlo Dhorasoo Brocchi Costacurta |

### 2005
- Città: Trieste
- Stadio: Stadio Nereo Rocco
- Partecipanti:  Inter,  Juventus,  Milan
- Vincitore:  Inter

| Squadra  | P.ti | V | P | VR | PR | GF | GS | DR |
| -------- | ---- | - | - | -- | -- | -- | -- | -- |
| Inter    | 5    | 1 | 0 | 1  | 0  | 1  | 0  | +1 |
| Milan    | 4    | 1 | 0 | 0  | 1  | 2  | 1  | +1 |
| Juventus | 0    | 0 | 2 | 0  | 0  | 1  | 3  | −2 |

| Arbitro: | Rizzoli |

|                                                   |                      |                                                           |
| Arrieta Júlio César Materazzi Martins Solari Wome | Tiri di rigore 5 – 4 | Seedorf Rui Costa Serginho Costacurta Ardemagni Ambrosini |

| Arbitro: | Morganti |

|               |           |                               |
| Trezeguet 36’ | Marcatori | 8’ (rig.) Vieri 24’ Rui Costa |

| Arbitro: | Pieri |

|  |           |             |
|  | Marcatori | 43’ Martins |

### 2006
- Città: Milano
- Stadio: Stadio Giuseppe Meazza
- Partecipanti:  Inter,  Juventus,  Milan
- Vincitore:  Milan
- Miglior giocatore: Alessandro Del Piero (Juventus)

| Squadra  | P.ti | V | P | VR | PR | GF | GS | DR |
| -------- | ---- | - | - | -- | -- | -- | -- | -- |
| Milan    | 6    | 2 | 0 | 0  | 0  | 5  | 2  | +3 |
| Juventus | 2    | 0 | 1 | 1  | 0  | 2  | 4  | −2 |
| Inter    | 1    | 0 | 1 | 0  | 1  | 2  | 3  | −1 |

| Arbitro: | Rocchi |

|          |           |                           |
| Cruz 19’ | Marcatori | 31’ Favalli 35’ Borriello |

| Arbitro: | Bergonzi |

|                                   |                      |                                             |
| Figo 26’                          | Marcatori            | 5’ Del Piero                                |
| Cruz Adriano Figo Maaroufi Marino | Tiri di rigore 3 – 4 | Nedvěd Guzmán Birindelli Zalayeta Del Piero |

| Arbitro: | De Marco |

|                             |           |             |
| Seedorf 26’, 45+2’ Kaká 38’ | Marcatori | 5’ Zalayeta |

### 2007
- Città: Milano
- Stadio: Stadio Giuseppe Meazza
- Partecipanti:  Inter,  Juventus,  Milan
- Vincitore:  Inter
- Miglior giocatore: Álvaro Recoba (Inter)

| Squadra  | P.ti | V | P | VR | PR | GF | GS | DR |
| -------- | ---- | - | - | -- | -- | -- | -- | -- |
| Inter    | 5    | 1 | 0 | 1  | 0  | 1  | 0  | +1 |
| Milan    | 3    | 1 | 1 | 0  | 0  | 1  | 1  | 0  |
| Juventus | 1    | 0 | 1 | 0  | 1  | 0  | 1  | −1 |

| Arbitro: | Celi |

|                                    |                      |                                                  |
| Jiménez Cruz Samuel Cesar Burdisso | Tiri di rigore 5 – 4 | Criscito Iaquinta Andrade Salihamidžić Del Piero |

| Arbitro: | Gervasoni |

|               |           |  |
| Gilardino 26’ | Marcatori |  |

| Arbitro: | Damato |

|  |           |            |
|  | Marcatori | 28’ Recoba |

### 2008
- Città: Torino
- Stadio: Stadio Olimpico
- Partecipanti:  Inter,  Juventus,  Milan
- Vincitore:  Milan
- Miglior giocatore: Clarence Seedorf (Milan)

| Squadra  | P.ti | V | P | VR | PR | GF | GS | DR |
| -------- | ---- | - | - | -- | -- | -- | -- | -- |
| Milan    | 4    | 0 | 0 | 2  | 0  | 2  | 2  | 0  |
| Juventus | 4    | 1 | 0 | 0  | 1  | 3  | 2  | +1 |
| Inter    | 1    | 0 | 1 | 0  | 1  | 0  | 1  | −1 |

| Arbitro: | Brighi |

|                                    |                      |                                 |
| Trezeguet 9’ Marchionni 12’        | Marcatori            | 8’, 43’ Seedorf                 |
| Trezeguet Iaquinta Chiellini Tiago | Tiri di rigore 2 – 4 | Kaká Pirlo Jankulovski Paloschi |

| Arbitro: | Gava |

|              |           |  |
| Iaquinta 27’ | Marcatori |  |

| Arbitro: | Brighi |

|                                             |                      |                                           |
| Kaká Oddo Jankulovski Favalli Brocchi Digão | Tiri di rigore 4 – 3 | Adriano Figo Suazo Jiménez Santon Muntari |

### 2009
- Città: Pescara
- Stadio: Stadio Adriatico
- Partecipanti:  Inter,  Juventus,  Milan
- Vincitore:  Juventus
- Miglior giocatore: Amauri (Juventus)

| Squadra  | P.ti | V | P | VR | PR | GF | GS | DR |
| -------- | ---- | - | - | -- | -- | -- | -- | -- |
| Juventus | 5    | 1 | 0 | 1  | 0  | 3  | 1  | +2 |
| Inter    | 4    | 1 | 0 | 0  | 1  | 2  | 1  | +1 |
| Milan    | 0    | 0 | 2 | 0  | 0  | 0  | 3  | −3 |

| Arbitro: | Damato |

|                                                          |                      |                                                                       |
| Thiago Motta 26’                                         | Marcatori            | 44’ Amauri                                                            |
| Milito Balotelli Chivu Thiago Motta Samuel Vieira Santon | Tiri di rigore 5 – 6 | Salihamidžić Grygera Felipe Melo Poulsen Amauri Iaquinta Legrottaglie |

| Arbitro: | Valeri |

|  |           |               |
|  | Marcatori | 24’ Balotelli |

| Arbitro: | Russo |

|  |           |                         |
|  | Marcatori | 13’ Amauri 31’ Iaquinta |

### 2010
- Città: Bari
- Stadio: Stadio San Nicola
- Partecipanti:  Inter,  Juventus,  Milan
- Vincitore:  Inter
- Miglior giocatore: Wesley Sneijder (Inter)

| Squadra  | P.ti | V | P | VR | PR | GF | GS | DR |
| -------- | ---- | - | - | -- | -- | -- | -- | -- |
| Inter    | 5    | 1 | 0 | 1  | 0  | 1  | 0  | +1 |
| Milan    | 3    | 0 | 0 | 1  | 1  | 1  | 1  | 0  |
| Juventus | 1    | 0 | 1 | 0  | 1  | 1  | 2  | −1 |

| Arbitro: | Celi |

|              |           |  |
| Sneijder 25’ | Marcatori |  |

| Arbitro: | Giannoccaro |

|                                  |                      |                             |
| Ronaldinho 20’                   | Marcatori            | 32’ Diego                   |
| Ronaldinho Borriello Pirlo Nesta | Tiri di rigore 4 – 2 | Trezeguet Diego Pepe Amauri |

| Arbitro: | Celi |

|                                           |                      |                                       |
| Flamini Inzaghi Oddo Huntelaar Ronaldinho | Tiri di rigore 2 – 3 | Milito Mancini Coutinho Obi Stanković |

### 2011
- Città: Bari
- Stadio: Stadio San Nicola
- Partecipanti:  Inter,  Juventus,  Milan
- Vincitore:  Inter
- Miglior giocatore: Simone Padoin (Juventus)

| Squadra  | P.ti | V | P | VR | PR | GF | GS | DR |
| -------- | ---- | - | - | -- | -- | -- | -- | -- |
| Inter    | 5    | 1 | 0 | 1  | 0  | 2  | 1  | +1 |
| Juventus | 4    | 1 | 0 | 0  | 1  | 3  | 2  | +1 |
| Milan    | 0    | 0 | 2 | 0  | 0  | 1  | 3  | −2 |

| Arbitro: | Damato |

|                                                          |                      |                                                                |
| Ranocchia 16’                                            | Marcatori            | 8’ Vučinić                                                     |
| Pazzini Motta Pandev Sneijder Stanković Ranocchia Samuel | Tiri di rigore 6 – 5 | Del Piero Pasquato Bonucci Vučinić Pirlo Lichtsteiner Barzagli |

| Arbitro: | Giannoccaro |

|                       |           |             |
| Vidal 21’ Matri 45+2’ | Marcatori | 13’ Cassano |

| Arbitro: | Damato |

|            |           |  |
| Milito 28’ | Marcatori |  |

### 2012
- Città: Bari
- Stadio: Stadio San Nicola
- Partecipanti:  Inter,  Juventus,  Milan
- Vincitore:  Inter
- Miglior giocatore: Philippe Coutinho (Inter)

| Squadra  | P.ti | V | P | VR | PR | GF | GS | DR |
| -------- | ---- | - | - | -- | -- | -- | -- | -- |
| Inter    | 6    | 2 | 0 | 0  | 0  | 3  | 1  | +2 |
| Juventus | 3    | 1 | 1 | 0  | 0  | 1  | 1  | 0  |
| Milan    | 0    | 0 | 2 | 0  | 0  | 1  | 3  | −2 |

| Arbitro: | Russo |

|              |           |  |
| Coutinho 12’ | Marcatori |  |

| Arbitro: | Guida |

|                    |           |  |
| Vučinić 31’ (rig.) | Marcatori |  |

| Arbitro: | Russo |

|                        |           |                 |
| Guarín 25’ Palacio 34’ | Marcatori | 16’ El Shaarawy |

### 2013
- Città: Reggio nell'Emilia
- Stadio: Mapei Stadium
- Partecipanti:  Juventus,  Milan,  Sassuolo
- Vincitore:  Sassuolo
- Miglior giocatore: Nigel de Jong (Milan)

| Squadra  | P.ti | V | P | VR | PR | GF | GS | DR |
| -------- | ---- | - | - | -- | -- | -- | -- | -- |
| Sassuolo | 4    | 1 | 0 | 0  | 1  | 2  | 1  | +1 |
| Juventus | 3    | 0 | 0 | 1  | 1  | 0  | 0  | 0  |
| Milan    | 2    | 0 | 1 | 1  | 0  | 1  | 2  | −1 |

| Arbitro: | Gervasoni |

|                                                                  |                      |                                                             |
| Vidal Lichtsteiner Tévez Asamoah Vučinić Peluso De Ceglie Padoin | Tiri di rigore 6 – 7 | Robinho de Jong Mexès Niang Nocerino Bonera Traoré Zaccardo |

| Arbitro: | Peruzzo |

|                                              |                      |                                               |
| Quagliarella Büchel García Matri Vidal Motta | Tiri di rigore 4 – 3 | Zaza Kurtić Alexe Missiroli Terranova Berardi |

| Arbitro: | Gervasoni |

|            |           |                  |
| Petagna 4’ | Marcatori | 12’, 45’ Masucci |

### 2014
- Città: Reggio nell'Emilia
- Stadio: Mapei Stadium
- Partecipanti:  Juventus,  Milan,  Sassuolo
- Vincitore:  Milan
- Miglior giocatore: Keisuke Honda (Milan)

| Squadra  | P.ti | V | P | VR | PR | GF | GS | DR |
| -------- | ---- | - | - | -- | -- | -- | -- | -- |
| Milan    | 6    | 2 | 0 | 0  | 0  | 3  | 0  | +3 |
| Juventus | 3    | 1 | 1 | 0  | 0  | 1  | 1  | 0  |
| Sassuolo | 0    | 0 | 2 | 0  | 0  | 0  | 3  | −3 |

| Arbitro: | Giacomelli |

|  |           |           |
|  | Marcatori | 30’ Honda |

| Arbitro: | Irrati |

|             |           |  |
| Pereyra 43’ | Marcatori |  |

| Arbitro: | Giacomelli |

|                                 |           |  |
| Ménez 8’ (rig.) El Shaarawy 19’ | Marcatori |  |

### 2015
- Città: Reggio nell'Emilia
- Stadio: Mapei Stadium
- Partecipanti:  Inter,  Milan,  Sassuolo
- Vincitore:  Milan
- Miglior giocatore: Carlos Bacca (Milan)

| Squadra  | P.ti | V | P | VR | PR | GF | GS | DR |
| -------- | ---- | - | - | -- | -- | -- | -- | -- |
| Milan    | 5    | 1 | 0 | 1  | 0  | 3  | 2  | +1 |
| Sassuolo | 4    | 1 | 0 | 0  | 1  | 2  | 1  | +1 |
| Inter    | 0    | 0 | 2 | 0  | 0  | 1  | 3  | −2 |

| Arbitro: | Gervasoni |

|                         |           |              |
| Bertolacci 4’ Bacca 22’ | Marcatori | 31’ Brozović |

| Arbitro: | Di Bello |

|            |           |  |
| Defrel 24’ | Marcatori |  |

| Arbitro: | Gervasoni |

|                                           |                      |                                     |
| Duncan 7’                                 | Marcatori            | 45+3’ Nocerino                      |
| Falcinelli Floccari Berardi Duncan Acerbi | Tiri di rigore 3 – 4 | Matri Cerci Suso Montolivo Nocerino |

### 2016
- Città: Reggio nell'Emilia
- Stadio: Mapei Stadium
- Partecipanti:  Milan,  Sassuolo,  Celta Vigo
- Vincitore:  Celta Vigo
- Miglior giocatore: M'Baye Niang (Milan)
- Miglior giovane: Stefano Sensi (Sassuolo)

| Squadra    | P.ti | V | P | VR | PR | GF | GS | DR |
| ---------- | ---- | - | - | -- | -- | -- | -- | -- |
| Celta Vigo | 4    | 1 | 0 | 0  | 1  | 1  | 0  | +1 |
| Sassuolo   | 3    | 1 | 1 | 0  | 0  | 3  | 3  | 0  |
| Milan      | 2    | 0 | 1 | 1  | 0  | 2  | 3  | −1 |

| Arbitro: | Irrati |

|                                         |                      |                         |
| Bacca Niang Montolivo Honda Bonaventura | Tiri di rigore 4 – 2 | Aspas Wass Radoja Sisto |

| Arbitro: | Pairetto |

|  |           |            |
|  | Marcatori | 14’ Dražić |

| Arbitro: | Irrati |

|                                        |           |                       |
| Falcinelli 18’ Politano 35’ Trotta 41’ | Marcatori | 2 ’ (rig.), 12’ Niang |

## Albo d'oro
| Anno | Città              | Stadio                 | Vincitore  | 2º classificato | 3º classificato | Miglior giocatore               |
| ---- | ------------------ | ---------------------- | ---------- | --------------- | --------------- | ------------------------------- |
| 2001 | Trieste            | Stadio Nereo Rocco     | Milan      | Juventus        | Inter           | —                               |
| 2002 | Trieste            | Stadio Nereo Rocco     | Inter      | Milan           | Juventus        | —                               |
| 2003 | Ancona             | Stadio Del Conero      | Inter      | Juventus        | Milan           | —                               |
| 2004 | Milano             | Stadio Giuseppe Meazza | Inter      | Milan           | Juventus        | —                               |
| 2005 | Trieste            | Stadio Nereo Rocco     | Inter      | Milan           | Juventus        | —                               |
| 2006 | Milano             | Stadio Giuseppe Meazza | Milan      | Juventus        | Inter           | Alessandro Del Piero (Juventus) |
| 2007 | Milano             | Stadio Giuseppe Meazza | Inter      | Milan           | Juventus        | Álvaro Recoba (Inter)           |
| 2008 | Torino             | Stadio Olimpico        | Milan      | Juventus        | Inter           | Clarence Seedorf (Milan)        |
| 2009 | Pescara            | Stadio Adriatico       | Juventus   | Inter           | Milan           | Amauri (Juventus)               |
| 2010 | Bari               | Stadio San Nicola      | Inter      | Milan           | Juventus        | Wesley Sneijder (Inter)         |
| 2011 | Bari               | Stadio San Nicola      | Inter      | Juventus        | Milan           | Mirko Vučinić (Juventus)        |
| 2012 | Bari               | Stadio San Nicola      | Inter      | Juventus        | Milan           | Philippe Coutinho (Inter)       |
| 2013 | Reggio nell'Emilia | Mapei Stadium          | Sassuolo   | Juventus        | Milan           | Nigel de Jong (Milan)           |
| 2014 | Reggio nell'Emilia | Mapei Stadium          | Milan      | Juventus        | Sassuolo        | Keisuke Honda (Milan)           |
| 2015 | Reggio nell'Emilia | Mapei Stadium          | Milan      | Sassuolo        | Inter           | Carlos Bacca (Milan)            |
| 2016 | Reggio nell'Emilia | Mapei Stadium          | Celta Vigo | Sassuolo        | Milan           | M'Baye Niang (Milan)            |

### Vittorie per squadra
| Squadra    | Vittorie | Stagione                                       |
| ---------- | -------- | ---------------------------------------------- |
| Inter      | 8        | 2002, 2003, 2004, 2005, 2007, 2010, 2011, 2012 |
| Milan      | 5        | 2001, 2006, 2008, 2014, 2015                   |
| Juventus   | 1        | 2009                                           |
| Sassuolo   | 1        | 2013                                           |
| Celta Vigo | 1        | 2016                                           |

### Partecipazioni
- Milan: 16 edizioni (2001, 2002, 2003, 2004, 2005, 2006, 2007, 2008, 2009, 2010, 2011, 2012, 2013, 2014, 2015, 2016)
- Juventus: 14 edizioni (2001, 2002, 2003, 2004, 2005, 2006, 2007, 2008, 2009, 2010, 2011, 2012, 2013, 2014)
- Inter: 13 edizioni (2001, 2002, 2003, 2004, 2005, 2006, 2007, 2008, 2009, 2010, 2011, 2012, 2015)
- Sassuolo: 4 edizioni (2013, 2014, 2015, 2016)
- Celta Vigo: 1 edizione (2016)

## Classifica marcatori
Dal Trofeo Tim 2001, vengono inseriti nella classifica marcatori i giocatori che hanno messo a segno almeno due reti in una o più edizioni.
Aggiornata al Trofeo Tim 2016.
| Gol | Rigori |  | Giocatore           | Squadra              |
| --- | ------ |  | ------------------- | -------------------- |
| 4   |        |  | Clarence Seedorf    | Milan                |
| 3   | 2      |  | Christian Vieri     | Inter (2), Milan (1) |
| 2   |        |  | Stephan El Shaarawy | Milan                |
| 2   |        |  | Obafemi Martins     | Inter                |
| 2   |        |  | David Trezeguet     | Juventus             |
| 2   |        |  | Vincenzo Iaquinta   | Juventus             |
| 2   |        |  | Amauri              | Juventus             |
| 2   |        |  | Gaetano Masucci     | Sassuolo             |
| 2   | 1      |  | Mirko Vučinić       | Juventus             |
| 2   | 1      |  | M'Baye Niang        | Milan                |

## Copertura televisiva
Le edizioni del Trofeo TIM venivano trasmesse in chiaro dalle reti Mediaset.

### Ascolti
| Anno | Data      | Telespettatori | Share  |
| ---- | --------- | -------------- | ------ |
| 2001 | 9 agosto  | 4401000        | 33,18% |
| 2002 | 31 luglio | 4558000        | 27,27% |
| 2003 | 12 agosto | 4598000        | 35,10% |
| 2004 | 27 luglio | 5619000        | 30,38% |
| 2005 | 20 luglio | 5540000        | 30,62% |
| 2006 | 31 agosto | 5151000        | 27,29% |
| 2007 | 14 agosto | 4055000        | 29,56% |
| 2008 | 29 luglio | 5649000        | 32,01% |
| 2009 | 14 agosto | 4324000        | 32,86% |
| 2010 | 13 agosto | 4574000        | 29,04% |
| 2011 | 18 agosto | 5012000        | 30,67% |
| 2012 | 21 luglio | 3 896 000      | 25,69% |
| 2013 | 23 luglio | 4 096 000      | 22,32% |
| 2014 | 23 agosto | 3 333 000      | 21,41% |
| 2015 | 12 agosto | 3 301 000      | 21,20% |
| 2016 | 10 agosto | 1 013 000      | 6,68%  |